# NGA List of Lights Radio Aids & Fog Signals
De NGA List of Lights Radio Aids & Fog Signals is een reeks boeken, gepubliceerd door het Amerikaanse National Geospatial-Intelligence Agency (NGA), die informatie bevatten over lichten en andere hulpmiddelen voor de navigatie van schepen. 
Deze lijst is verschillend van de United States Coast Guard Light List, aangezien de NGA alle lichten (wereldwijd) omschrijft die niet op het Amerikaanse grondgebied gelegen zijn, terwijl die van de US Coast Guard enkel lichten vermeldt die gelegen zijn in de Verenigde Staten.
Jaarlijks verschijnt (meestal in mei) een nieuwe versie van elke publicatie.
De serie bestaat uit zeven delen en is genummerd van 110 tot 116.
- Publicatie #110 (2022) - Groenland, de oostkust van Noord- en Zuid-Amerika (exclusief de Verenigde Staten met uitzondering van de oostkust van Florida) en de Caraïben
- Publicatie #111 (2022) - De westkust van Noord en Zuid-Amerika (exclusief de Verenigde Staten en Hawaï), Australië, Tasmanië, Nieuw-Zeeland en de eilanden in de Noordelijke en Zuidelijke Stille Oceaan
- Publicatie #112 (2022) - Westelijke deel van de Stille Oceaan en de Indische Oceaan, inclusief de Perzische Golf en de Rode Zee
- Publicatie #113 (2022) - De westkust van Europa en Afrika, de Middellandse Zee, de Zwarte Zee en de Zee van Azov
- Publicatie #114 (2022) - De Britse eilanden, Het Kanaal en de Noordzee
- Publicatie #115 (2022) - Noorwegen, IJsland en de Noordelijke IJszee
- Publicatie #116 (2022) - De Oostzee met het Kattegat en de Botnische Golf

De publicaties zijn (gratis) in te zien op de website op het scherm naar keuze:
- scheepvaartlichten
- radiobakens
- DGPS-stations

of te downloaden in de vorm XML of CSV. Of een hele publicatie downloaden als pdf-bestand.